# Liever dan lief
Liever dan lief is een lied van de Nederlandse band Doe Maar. Het stond in 1982 als elfde track op het album Doris Day en andere stukken, maar werd niet als single uitgebracht. In 2012 werd het wel als single uitgebracht, met een rapbijdrage van Gers Pardoel en stond het als eerste track op het album Versies / Limmen tapes.

## Achtergrond
Liever dan lief is geschreven door Henny Vrienten, en in 2012 is het rapgedeelte geschreven door Remon Stotijn en Gerwin Pardoel en geproduceerd door de bandleden van Doe Maar in 1982 en door Stotijn en Pardoel in 2012. Het is een nummer uit de genres ska en nederpop waarin wordt gezongen over een vrouw die bij de liedverteller is weggegaan, om vervolgens weer over haar nieuwe geliefde bij de liedverteller te komen klagen. Hierover vertelt de liedverteller dat zij beter bij hem paste en niet weg had moeten gaan. Het lied werd over de jaren heen een van de meeste bekende nummers van Doe Maar, nog voor het uitbrengen van de cover met Pardoel.
De cover met Pardoel kwam tot stand via het album Versies / Limmen tapes waarbij Doe Maar aan verschillende rappers zoals The Opposites, Spinvis, Kempi, Winne en dus Pardoel vroeg om rapversies van hun nummers te maken. De eerste single van dat album Alles gaat voorbij met Postmen en Kraantje Pappie werd al een hit voor Doe Maar. Liever dan lief was de tweede single van het album en was daarnaast ook de titelsong voor de film Alles is familie. De coversingle heeft in Nederland de gouden status.

## Hitnoteringen
Aangezien het niet als single werd uitgebracht in 1982, haalde het niet de hitlijsten. In 2012 gebeurde dit wel. Het kwam tot de vijfde plaats van de Single Top 100 en stond negentien weken in deze lijst. De piekpositie in de Top 40 was de zeven plek in de zeventien weken dat het in de lijst te vinden was. 

## Andere covers
Het lied is over de jaren ook door andere artiesten gecoverd; Tim Immers in 1996 en de Heideroosjes in 2001. De versie van de Heideroosjes flopte, maar de versie van acteur en presentator Immers was wel succesvol. Het kwam tot de elfde plaats in de Mega Top 50 in de negen weken dat het in die lijst stond. Daarnaast piekte het ook op de elfde plek in de Top 40 en was het tien weken in deze hitlijst te vinden. De versie van Immers werd geproduceerd door John Ewbank en Giovanni Caminita.